# F-19

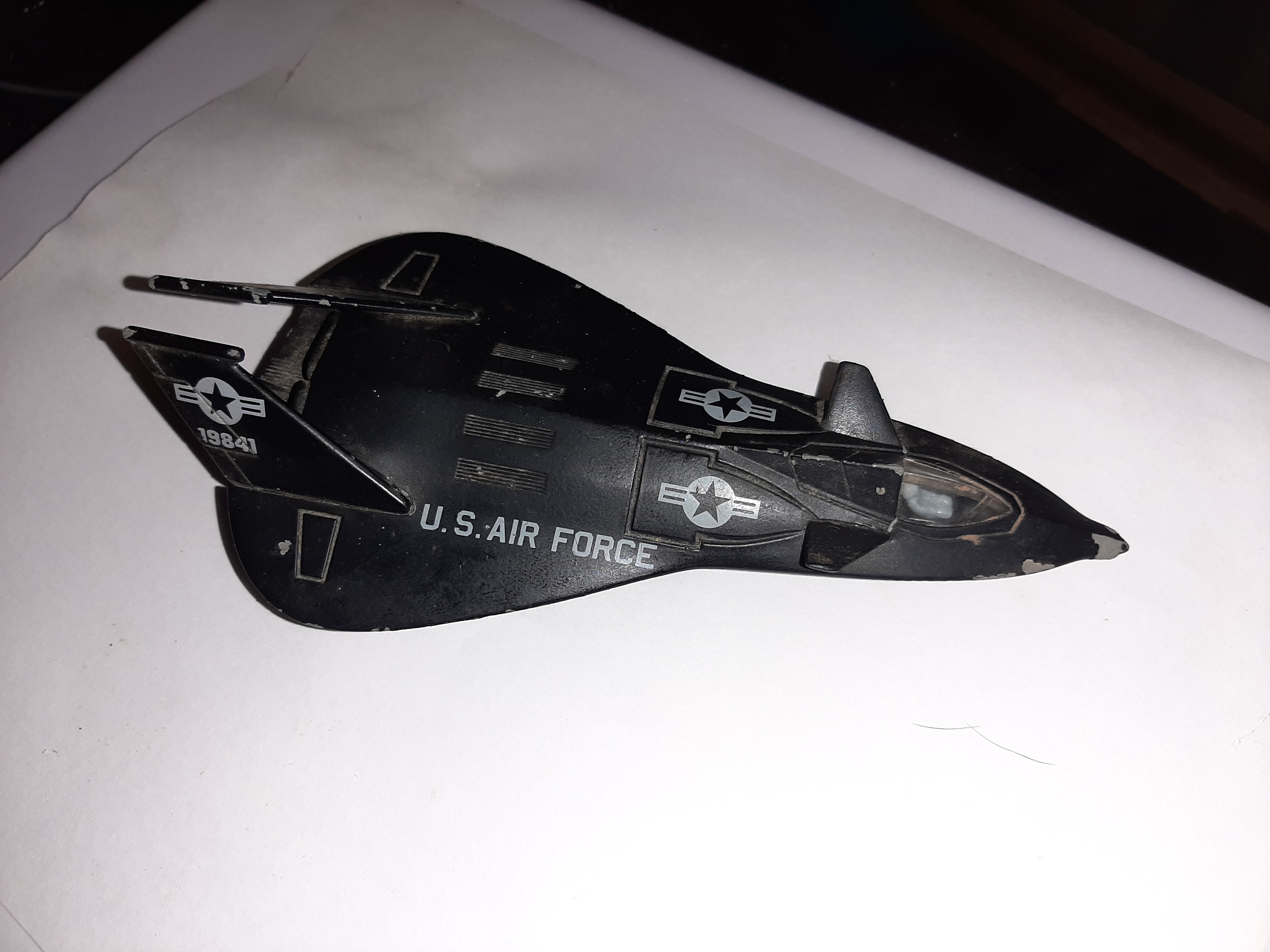
Model F-19 z roku 1987 firmy Ertl Company s podobným designem jako model od Testors z roku 1986

F-19 je označení hypotetického amerického stíhacího letounu využívajícího technologii stealth, které nebylo nikdy oficiálně představeno a vyvolalo mnoho spekulací, že by mohlo odkazovat na typ letadla, jehož existence je stále tajná.

## Historie
V roce 1981 poprvé vzlétl letoun Lockheed F-117 Nighthawk, který stanovil novou kategorii letadel tzv. stealth neboli obtížné identifikace a radarové a infračervené detekce (nepřesně označovaných jako "neviditelná letadla"). Vývoj tohoto revolučního stroje byl přísně tajný a testování probíhalo na rovněž tajné základně Groom Lake v Nevadě (oblast 51). Na veřejnost sice prosákly zprávy, že se americké letectvo zabývá nějakým projektem spojeným s radarovou neviditelností, ale potvrzené informace chyběly.
V roce 1986 vypustila firma Testor Corporation (Testors) na trh plastikový model hypotetického stíhacího letounu F-19 Stealth Fighter v měřítku 1:48. Vycházela z různých materiálů zveřejněných ve zpravodajském i odborném tisku, z příručky Radar Cross Section Handbook pojednávající o radarové odrazné ploše a ze svědectví jistého pilota aerolinek, který v roce 1983 spatřil nějaké tajemné letadlo. Pořadové číslo 19 nebylo zvoleno náhodně. McDonnell Douglas F/A-18 Hornet byl námořní víceúčelový letoun a Northrop F-20 Tigershark lehký stíhač (nástupce typu F-5 Tiger II). Devatenáctka v řadě amerických stíhaček (fighters) použita nebyla a tisk spekuloval, že bude přiřazena vyvíjenému "neviditelnému" letadlu. 

Americké letectvo totiž plánovalo devatenáctku přiřadit letounu od Northropu, ale výrobce požadoval označení F-20, chtěl sudé číslo kvůli odlišení od sovětského značení stíhaček lichými čísly a zejména MiGu-19.

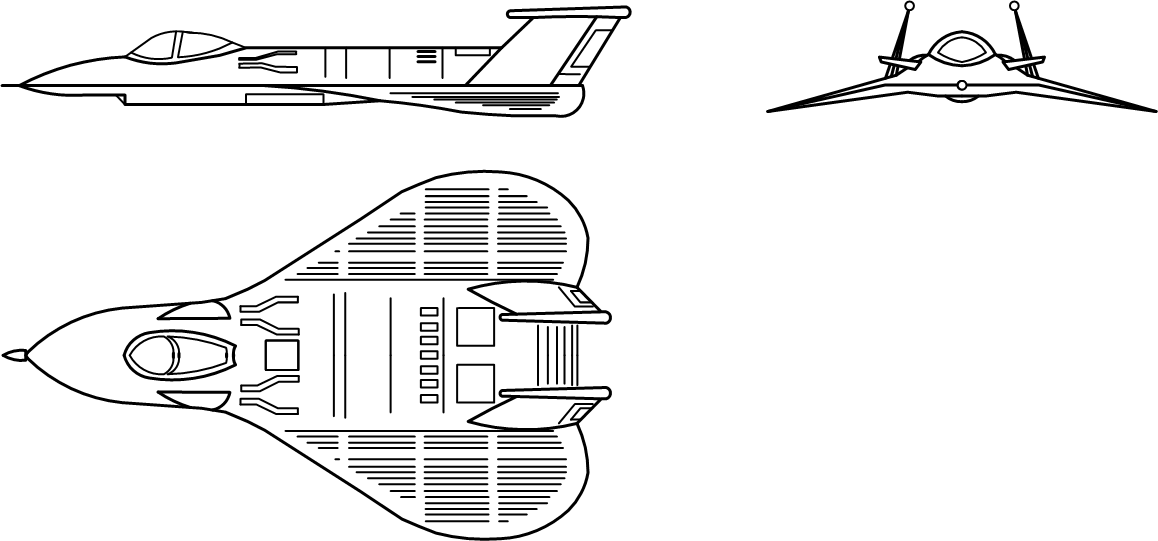
Třípohledový nákres „F-19“

Se skutečným stealth letounem F-117 (který byl veřejnosti oficiálně odtajněn až v listopadu 1988) nemá F-19 mnoho společného. Testors vycházeli z předpokladu, že program Stealth navazuje na vývoj průzkumného supersonického letadla Lockheed SR-71 Blackbird, což se podepsalo na provedení trupu. Zaoblené delta křídlo reflektovalo na zprávu, že „F-19 má křídlo jako raketoplán“. Zaoblené tvary tajné stíhačky mohly být i výsledkem záměrné dezinformace zainteresovaných společností (Loral, Northrop, Lockheed), která měla odvést pozornost od skutečných ostrých tvarů F-117 a pozdějšího bombardéru Northrop B-2 Spirit.
Model letounu F-19 od Testors se stal okamžitým hitem. Podle většiny žebříčků je F-19 nejprodávanější plastikový model všech dob. Dokonce vyvolal vyšetřování amerického Kongresu pro podezření úniku informací ze supertajného projektu Stealth. Firma Lockheed, výrobce skutečného "neviditelného" letadla měla co dělat, aby politiky přesvědčila, že k vyzrazení tajných dat nedošlo a že celý humbuk kolem F-19 je nesmyslný. Veřejnost ale vyjádření Lockheedu nevěřila a aféra F-19 žila dál.
V srpnu 1986 vyšel knižní thriller Rudá bouře (Red Storm Rising) uznávaných autorů s vojenskými znalostmi Toma Clancyho a Larryho Bonda o třetí světové válce mezi Varšavskou smlouvou a Severoatlantickou aliancí, kde se objevuje letoun F-19A Ghostrider. Čili v 80. letech 20. století podlehli iluzi F-19 i takoví respektovaní spisovatelé a znalci vojenské techniky. Tom Clancy později litoval, že uvěřil tomuto omylu.
Aby toho nebylo dost, v roce 1987 vydala firma MicroProse počítačovou hru Project Stealth Fighter a o rok později další s názvem F-19 Stealth Fighter. Oba letecké simulátory vycházely z modelu F-19 od Testors a byly úspěšné. MicroProse po odtajnění F-117 vydala remake druhé jmenované hry s názvem F-117A Nighthawk Stealth Fighter 2.0, kde "neviditelné" letadlo vycházelo již ze skutečné předlohy.

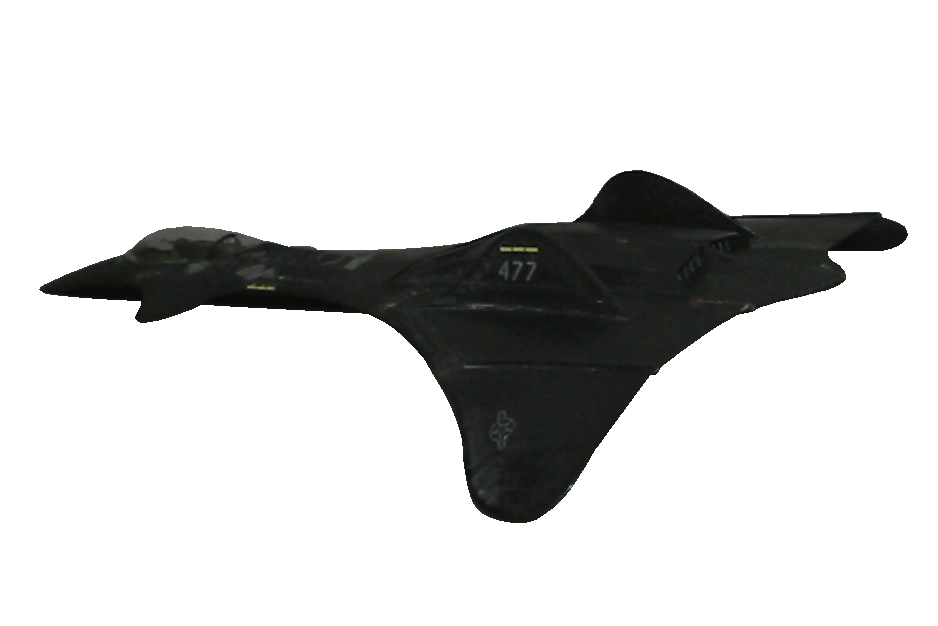
Model F-19 firmy Monogram

Téma F-19 táhlo a tak letecké modely tohoto fiktivního stroje vydali i další zavedení výrobci, např. Italeri (partnerská firma Testors), Revell a Monogram. Model F-19A Specter od Monogramu byl štíhlejší a značně se lišil od původního konceptu Testor Corporation. Vycházel totiž z raného ATF konceptu firem Northrop/Loral. I tato nesrovnalost přispěla k uznání, že F-19 je fiktivní letoun.
Jako další příklady popularity F-19 lze zmínit hračku Phantom X-19 Stealth Fighter z roku 1988 od společnosti Hasbro a videohru Air Diver: F-119 Stealth Fighter Simulation z roku 1990 japonské firmy Seismic.
Letectvo tajilo existenci F-117 až do 10. listopadu 1988, kdy na tiskové konferenci v Pentagonu náměstek ministra obrany Spojených států amerických J. Daniel Howard ukázal zrnitou fotografii letadla, která vyvracela nepravdivé fámy o zaoblených tvarech. Po této proklamaci mohli piloti s F-117 létat i ve dne, nejen v noci pod rouškou tmy v režimu maximálního utajení. V dubnu 1990 se pak dvojice F-117 představila veřejnosti na letecké základně Nellis v Nevadě. 